# Joan Frank Charansonnet
Joan Frank Charansonnet es un actor y director de cine. Nació en La Vall de la Santa Creu (Port de la Selva) el 17 de julio de 1971 (53 años), hijo de padre ampurdanés y madre francesa, estudió interpretación y dirección cinematográfica en el Centro de Estudio Cinematográficos de Catalunya. También se formó como trapecista y esgrimista en Circus Tánger y ha realizado diferentes seminarios en Barcelona, París y Moscú.

## Biografía
Durante 30 años de carrera profesional ha participado como actor en multitud de largometrajes siendo dirigido por realizadores como Carlos Saura, Daniel Calparsoro, y también en series de Televisión (El cor de la ciutat, Acusados, Inocentes, Amar en tiempos revueltos, Hospital Central, La Riera) y una docena de obras de Teatro. 
Del 2000 al 2005 se estableció en Rusia, donde protagonizó en ruso la serie de máxima audiencia Querida Masha Berezina producida por Sony Pictures.
Conocido por el público gracias a personajes de TV3 como Richard en El cor de la ciutat, Mauri jove en La Riera u otras series como Toledo, cruce de destinos, Acusados, Inocentes, Rhesus, Hospital Central, Estació d´enllaç, Crims, Amar en tiempos revueltos, Policías, en el corazón de la calle. También ha participado como actor en 16 películas habiendo sido dirigido por directores de prestigio como Carlos Saura, Daniel Calparsoro, Carles Torrens, Juan Carlos Medina, etc.[cita requerida]
Como director teatral ha dirigido diez montajes en Rusia, Francia, Cataluña y Madrid (Una comèdia DALÍrant, El arquitecto y el emperador de Asiria (Premio Max honorífico a Fernando Arrabal por la reposición 40 años después), Glinka, Carta de amor con la que obtuvo el premio a la mejor dirección del CDRIC, etc. 
Debutó en la dirección cinematográfica con Ushima- Next (estrenada en Sección Oficial del Festival de Sitges 2011).AnimA, distribuida por Verne Films (Película que estuvo tres meses en carteleras y candidata a mejor película en los Premios Gaudí. Premio mejor película en el Festival Internacional de Cine Nunes 2014 y Premio BSO en Girona Film Festival). También ha dirigido los largometrajes Regression, Doctrina y la fantastic-terror Anunnaki ,Pàtria, la llegenda d'Otger Cataló ,Terra de Telers y El caso Ángelus, la fascinación de Dalí.
La editorial Los Libros del Innombrable le ha publicado dos libros: J.F. Sebastian - El DALÍarante y Arrabal Vs Charansonnet. Del Pánico al Post-Pánico Con su interpretación en la película Lagunas , la guarida del diablo de Marc Carreté ganó el premio a la mejor interpretación en el prestigioso festival HorrOrigens de Tucson en Arizona.

## Filmografía

### Actor
- Barcelona (1994)
- Buñuel y la mesa del rey Salomón (2001)
- Dorogaya Masha Berezina (2005), sèrie de televisió
- Próxima (2007)
- Trois baisers et 1000 de plus (2007)
- Llaços trencats (2008)
- Ushima Next (2011)
- Regression Post Panic Film (2011)
- Insensibles (2012)
- Pàtria (2017)
- Terra de Telers (2020)
- El Caso Ángelus, la fascinación de Dalí (2023)
- L'home dels Nassos (2023)

### Director
- Ushima Next (2011)
- Regression Post Panic Film (2011)
- Anima, una vida poètica traïda per la tragèdia (2014)
- Doctrina: el pecat original i la reinserció (2016)
- Pàtria (2017)
- Terra de Telers (2020)
- El Caso Ángelus, la fascinación de Dalí (2023)